# Evangelische Kirche Herdecke

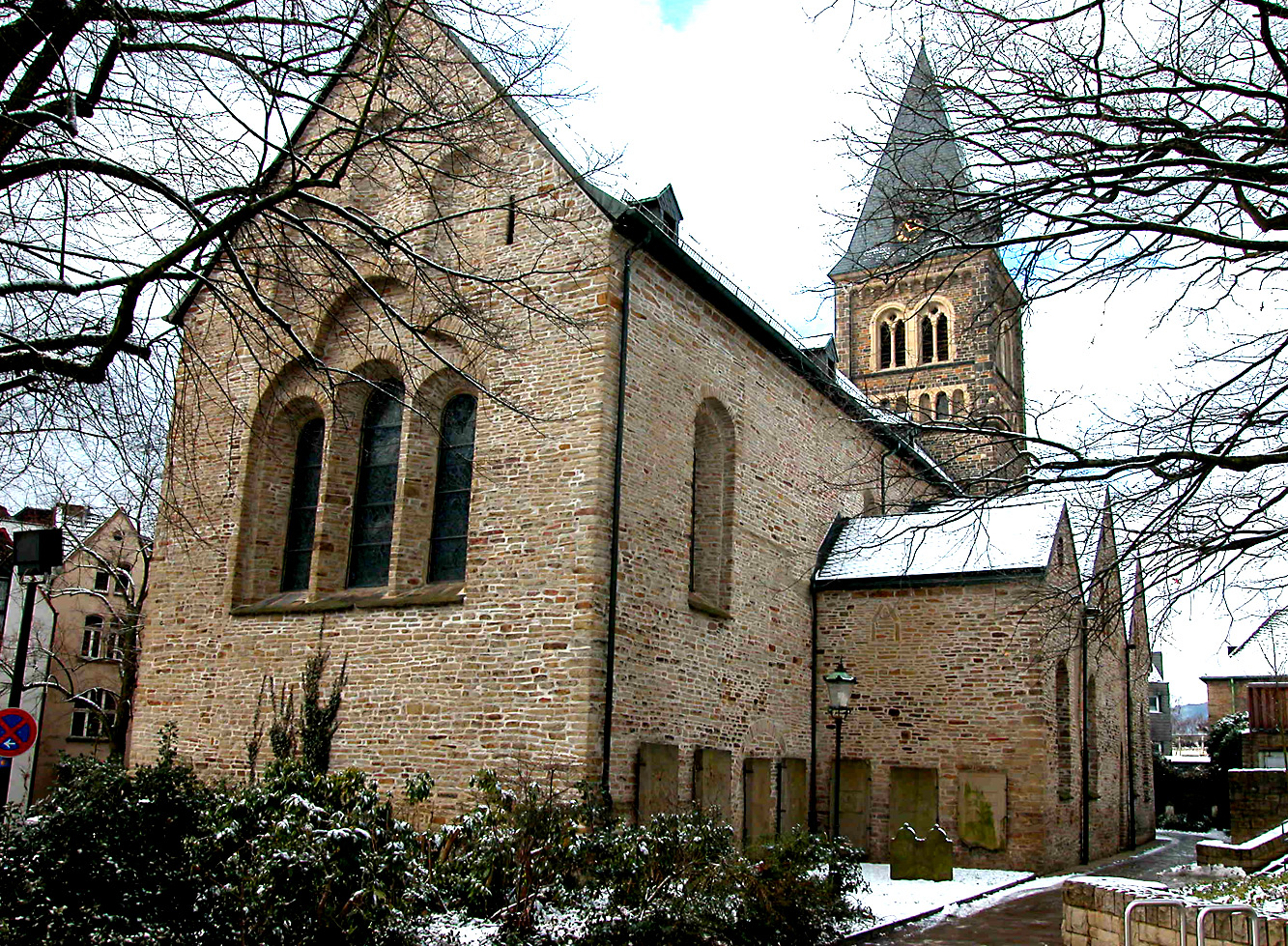
Evangelische Kirche

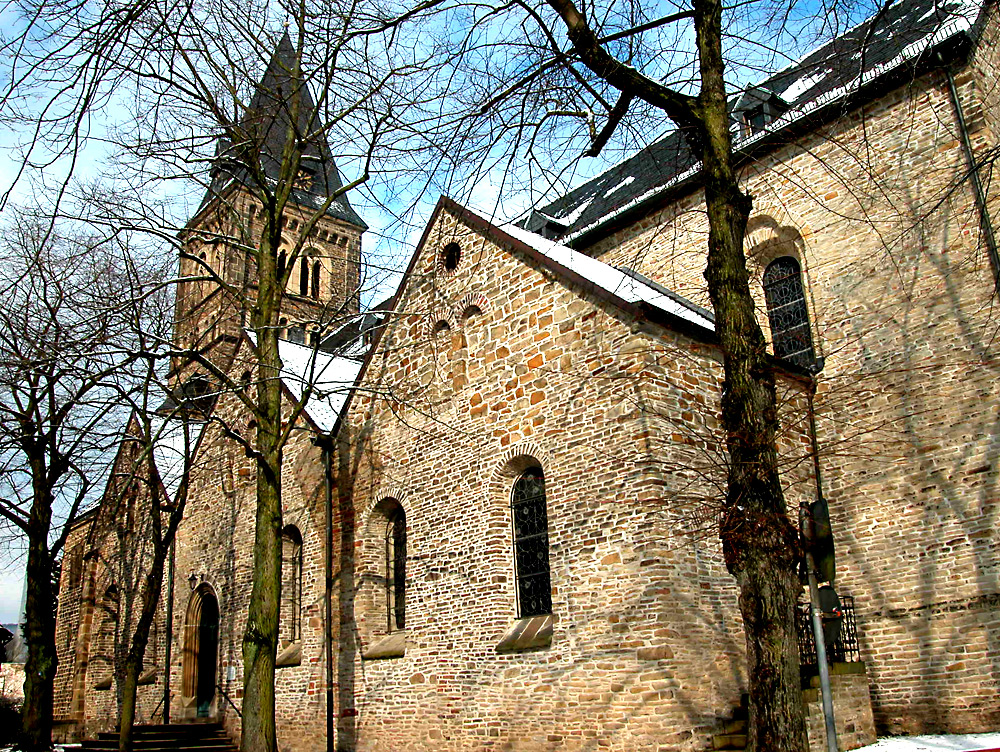
Evangelische Kirche

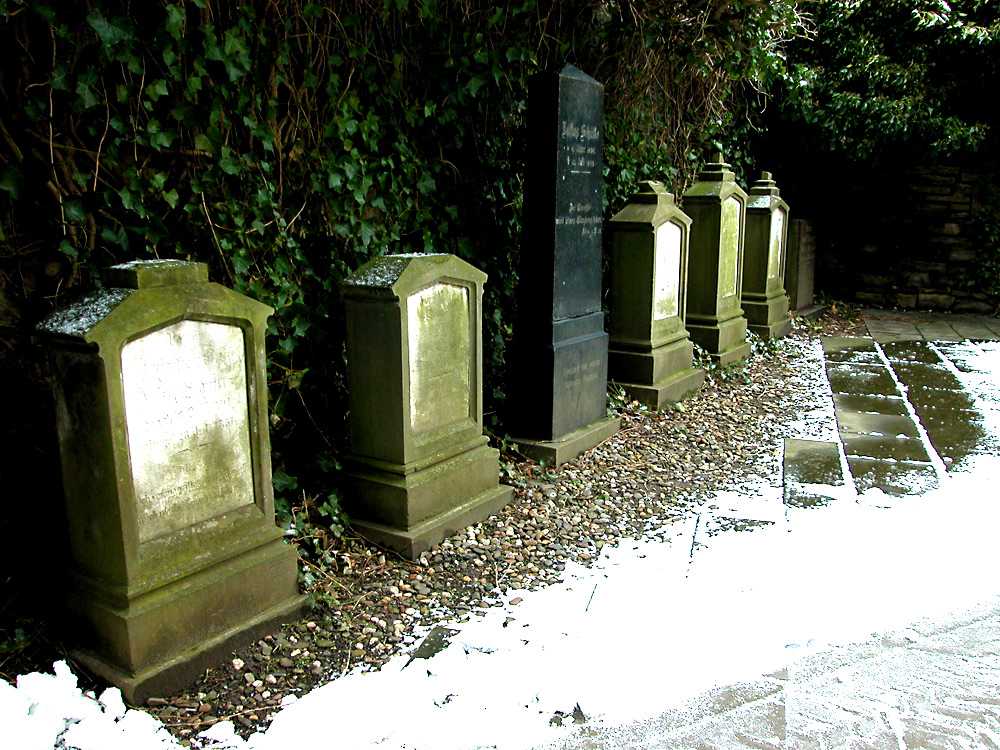
Alte Grabsteine vor der Kirche

Die evangelische Stiftskirche St. Marien ist ein denkmalgeschütztes Kirchengebäude in Herdecke im nordrhein-westfälischen Ennepe-Ruhr-Kreis in Deutschland.

## Geschichte und Architektur
Die Kirche ist die ehemalige Stiftskirche des Stifts Herdecke, das sich später freiweltliches Damenstift nannte. Seit 1313 ist die Benediktsregel überliefert. Nach einer Nachricht aus dem 16. Jahrhundert soll das Stift im Jahr 810 oder 819 von einer Frederuna oder Vrederuna, einer angeblichen Verwandten Karls des Großen, gegründet worden sein. Moderne Forschungen zweifeln sowohl die Existenz und Herkunft der Gründerin, als auch diese frühe Klostergründung an. Eine erste, wenn auch indirekte Erwähnung, findet das Stift in den Jahren 1183/4 als eine Stiftsdame aus Herrike Wunder bezeugte, die im Rahmen der Anno-Verehrung berichtet wurden. Die älteste erhaltene Urkunde aus dem Stift selbst stammt von 1214. Ab dem 13. Jahrhundert nennen Quellen einige Äbtissinnen und Stiftsdamen aus dem regionalen Adel. In der zweiten Hälfte des 13. Jahrhunderts wird von prekären wirtschaftlichen und personellen Zuständen berichtet, von denen sich das Kloster aber wieder erholte. Im Jahre 1488 wurde das Kloster in ein freiweltliches Damenstift überführt. Im 16. Jahrhundert hielt der evangelische Glauben Einzug in das Stift, seit 1666 war es Simultanstift. Spätestens seit dieser Zeit setzte der wirtschaftliche und religiöse Niedergang ein. Endgültig aufgelöst wurde das Damenstift 1812.
Die Aussage älterer Forschungsliteratur, im bestehenden Gebäude würde noch wesentliche Substanz einer karolingischen Anlage aus dem 9. Jahrhundert erhalten, wird immer noch vertreten, selbst wenn das frühe Gründungsdatum des Stifts angezweifelt wird. Demnach müsste eine für die Zeit des 9. Jahrhunderts immerhin gewaltige Steinkirche ohne Kloster und ohne Bischofssitz erbaut worden sein. Das wäre für Westfalen ein einmaliger Vorgang, zumal die Kirche auch nicht der Reliquienverehrung zugedacht war und eine Gemeinde auch nicht bestanden haben dürfte; ohnehin gilt das Prinzip der Gemeindekirche nicht im 9. Jahrhundert. Die rezenten Interpretationen der Grabungsbefunde und Deutungen der Architektur geben ebenfalls keinen Anlass den Kirchenbau in das 9. Jahrhundert zu datieren. Die Grabungsergebnisse aus den Jahren 1937–1939 lassen nach heutiger Sicht keine genaue Zeitstellung des Gründungsbaus zu. Gegen eine so frühe Gründung spricht auch das Marienpatrozinium und das Fehlen einer Krypta. Tatsächlich müsste bei einer noch fränkisch veranlassten Stiftsgründung, zumal durch eine behauptete Exponentin des Herrscherhauses, die Übernahme eines in Franken verehrten Heiligen und die Translozierung dessen Reliquien (in eine Krypta) erwartet werden können. Das wäre typisch und hätte dem religionspolitischen Programm der Karolinger zur Konsolidierung des christlichen Glaubens im eroberten sächsischen Raum entsprochen.
Die ursprünglich flach gedeckte, dreischiffige Pfeilerbasilika wurde mit Querhausarmen und wohl drei parallelen Apsiden erbaut. Sie besteht einheitlich aus sehr kleinteiligem Ruhrsandstein und weist weder im Innenraum noch am Außenbau Schmuckformen oder Gliederungselemente auf. Ein Westabschluss muss vorhanden gewesen sein; auf Zeichnungen der Kirche aus dem 18. Jahrhundert fehlt er. Der Aufbau eines Westabschlusses ist damit unbekannt, ebenso wann und warum er entfernt wurde. Vielleicht ist ein Westriegel zu erwarten, ein „reduziertes Westwerk“ oder ein Westabschluss aus zentralem Turm und seitlichen Annexbauten, wie etwa in Haltern-Flaesheim. Etwa ab dem zweiten Viertel des 13. Jahrhunderts ersetzt ein Kastenchor den einstigen aspsidialen Abschluss.
In der zweiten Hälfte des 13. Jahrhunderts wurden einschneidende bauliche Veränderungen vorgenommen: Die Querhausarme wurden ebenso wie die Apsiden abgebrochen und die Schiffe eingewölbt. 1902–1903 wurde der neuromanische Westturm an Stelle des wohl seit Jahrhunderten nicht mehr vorhandenen Westabschlusses errichtet, der bisherige Dachreiter abgebrochen und die Gewölbe in den Westjochen des Mittelschiffes und der Seitenschiffe neu ausgeführt.

## Ausstattung
- Zahlreiche Grabplatten aus dem 17. und 18. Jahrhundert
- Bleiglasfenster aus den Jahren 1958 und 1960 von Walter Benner[1]

## Glocken
Die alten Bronzeglocken, gestimmt auf e', gis' und h' wurden im Ersten Weltkrieg beschlagnahmt und 1919 durch drei Eisenhartgussglocken in d', f' und g' ersetzt. Die große Glocke musste bereits 1926 erneuert werden. Sie bekam diesmal den Ton des'.
2004 wurde das altersschwache Geläut durch fünf Bronzeglocken der Glockengießerei Perner in Passau ersetzt. Die Glocken sind im Einzelnen: Maria (Festtagsglocke, Ton d′), Anna (Sonntags- und Sterbeglocke, Ton f′), Johannes (Gebetsglocke, Ton b′), Martin (Sakramentsglocke, Ton c″) und Nikolaus (Lob- und Dankesglocke, Ton d″). Die alten Eisenglocken wurden auf der Ostseite der Kirche aufgestellt.